# 13721 Kevinwelsh
13721 Kevinwelsh eller 1998 QX51 är en asteroid i huvudbältet som upptäcktes den 17 augusti 1998 av LINEAR i Socorro County, New Mexico.  Den är uppkallad efter Kevin William Welsh.
Asteroiden har en diameter på ungefär 2 kilometer.